# Werenoi
Jérémy Bana Owona (známý pod pseudonymem Werenoi, 30. ledna 1994 Melun – 17. května 2025 Paříž) byl francouzský rapper.

## Životopis
Jérémy Bana Owona se narodil 30. ledna 1994 v Melunu do rodiny s kamerunskými kořeny. Své dětství prožil v Montreuil.
Svou první píseň „Guadalajara“ vydal v únoru 2021. Tehdy vystupoval pod jménem We Renoi. Během roku vydal několik dalších singlů, včetně „Señor de los Gallos“ s Lacrim.
V květnu 2022 podepsal smlouvu s vydavatelstvím AllPoints France a oznámil vydání svého prvního EP Telegram, které vyšlo 3. června téhož roku. O několik měsíců později byla vydána rozšířená verze Telegram 2 se dvěma dalšími skladbami, z nichž jednu nahrál společně s rapperem Ninho.
Dne 23. února 2023 vydal skladbu „10.03.2023“, která odkazovala na datum vydání prvního studiového alba s názvem Carré. Na albu se podíleli rappeři PLK, Ninho, Tiakola a Lacrim. Album se stalo nejprodávanějším ve Francii v roce 2023. V témže roce získal na cenách Les Flammes ocenění „Révélation masculine de l'année“ – mužský objev roku.
Jeho druhé album Pyramide vyšlo 16. února 2024 a obsahovalo spolupráci s umělci jako Damso, SDM a Ayou Nakamurou. Na album navázal rozšířeným albem Pyramide 2. V dubnu 2025 představil třetí studiové album Diamant Noir.
V roce 2025 získali Werenoi na ceremoniálu Flames 2025 cenu za „nejlepší album“ za „Pyramide 2“.
Dne 16. května 2025 byl hospitalizován v Hôpital de la Salpêtrière se zástavou srdce a následujícího dne zemřel ve věku 31 let. Okolnosti smrti však nebyly zveřejněny. Přehlídka naplánovaná na 16. května s názvem Den před jeho smrtí byla také zrušena, přestože měl umělec vystoupit i v den své smrti.
V červnu 2025 podala mladá žena, která se představila jako společnice Werenoi, trestní oznámení na Werenoiova producenta. Následně bylo zahájeno soudní vyšetřování pro „krádež s těžkými okolnostmi“ a „vydírání“. Mladá žena obvinila Babiryho Sacka, „Babs“, Werenoiova producenta, z napadení v baru s vodní dýmkou několik dní po rapperově smrti a s cílem získat velkou částku peněz, mezi 1 a 2 miliony eur.
Dne 24. června 2025 si producent a Werenoiův doprovod nárokovali 1 milion eur, které vlastnil Werenoiův vdovec.

## Diskografie

### Studiová alba
- Carré (2023)
- Pyramide (2024)
- Pyramide 2 (2024)
- Diamant noir (2025)

### EP
- Telegram (2022)
- Telegram 2 (2023)